# Ronald Fream
Ronald Fream est un architecte spécialisé dans le golf. Il est le fondateur de Golfplan. Le bureau est situé à Santa Rosa, en Californie. 
Ronald Fream a étudié la création de jardins d'ornement à la Washington State University. Depuis 1966, il s'est spécialisé dans la conception de terrains de golf. Il a travaillé pendant quatre ans au sein de l'agence de Robert Trent Jones. Il a ensuite travaillé pour Robert F.-Laurent comme superviseur de construction enfin, en tant qu'associé de conception avec Robert Muir Graves . 
En 1972, il fonde Golfplan. Entre 1972 et 1978, il collabore avec le champion de golf britannique Peter Thomson, cinq fois vainqueur de l'Open Britannique. Il travaille également avec l'australien Michael Wolveridge et John Harris de Londres.  
Aujourd'hui avec son équipe de Golfplan (David Dale et Kevin Ramsey) il a signé avec son équipe près de 100 golfs à travers le monde.

## Principales réalisations
- Pinheiros Altos Golf, Portugal
- Golf de Montpellier Massane, France
- Le Club aux Neuf Ponts, Jeju, Corée du Sud
- Sentosa Golf Club, Singapour
- Port El Kantaoui Golf Club, Tunisie
- Golf Disneyland, Paris, France
- Golf de Frégate, Bandol, France